# Ilona Bublová
Ilona Bublová (Jablonec nad Nisou, Checoslovaquia, 16 de junio de 1977) es una deportista checa que compitió en esquí de fondo y en ciclismo de montaña (campo a través).
Ganó una medalla de bronce en el Campeonato Europeo de Ciclismo de Montaña de 2002 y una medalla de bronce en el Campeonato Europeo de Ciclismo de Montaña en Maratón de 2004. Participó en los Juegos Olímpicos de Salt Lake City 2002 en tres carreras de esquí de fondo.

## Medallero internacional
| Campeonato Mundial | Campeonato Mundial | Campeonato Mundial | Campeonato Mundial         |
| Año                | Lugar              | Medalla            | Competición                |
| ------------------ | ------------------ | ------------------ | -------------------------- |
| 2002               | Zúrich (Suiza)     | Medalla de bronce  | Campo a través por relevos |

| Campeonato Europeo | Campeonato Europeo  | Campeonato Europeo | Campeonato Europeo |
| Año                | Lugar               | Medalla            | Competición        |
| ------------------ | ------------------- | ------------------ | ------------------ |
| 2004               | Wałbrzych (Polonia) | Medalla de bronce  | Campo a través     |